# Melittomma brasiliense
Melittomma brasiliense is een keversoort uit de familie Lymexylidae. De wetenschappelijke naam van de soort is voor het eerst geldig gepubliceerd in 1832 door Laporte de Castelnau.